# Голосків (зупинний пункт)
Голоскі́в — пасажирський залізничний зупинний пункт Івано-Франківської дирекції Львівської залізниці розташований на одноколійній неелектрифікованій лінії Хриплин — Коломия.
Розташований у селі Голосків Коломийського району Івано-Франківської області між станціями Отиня (5 км) та Коршів (12 км).
На зупинному пункті зупиняються приміські поїзди.